# Borýspil
Borýspil (en ucraniano: Бори́спіль; en español: Borispol) es una ciudad de Ucrania cercana a Kiev y perteneciente a la óblast de Kiev. En Borýspil se encuentra el aeropuerto internacional que da cobertura a toda la Ucrania central. También cuenta con una estación de ferrocarril de la línea Kiev-Járkov.

## Etimología
El nombre de esta ciudad proviene de un antiguo rabino llamado Iehuda Abraham Barischpol, famoso hacia 1150.[cita requerida]

## Galería

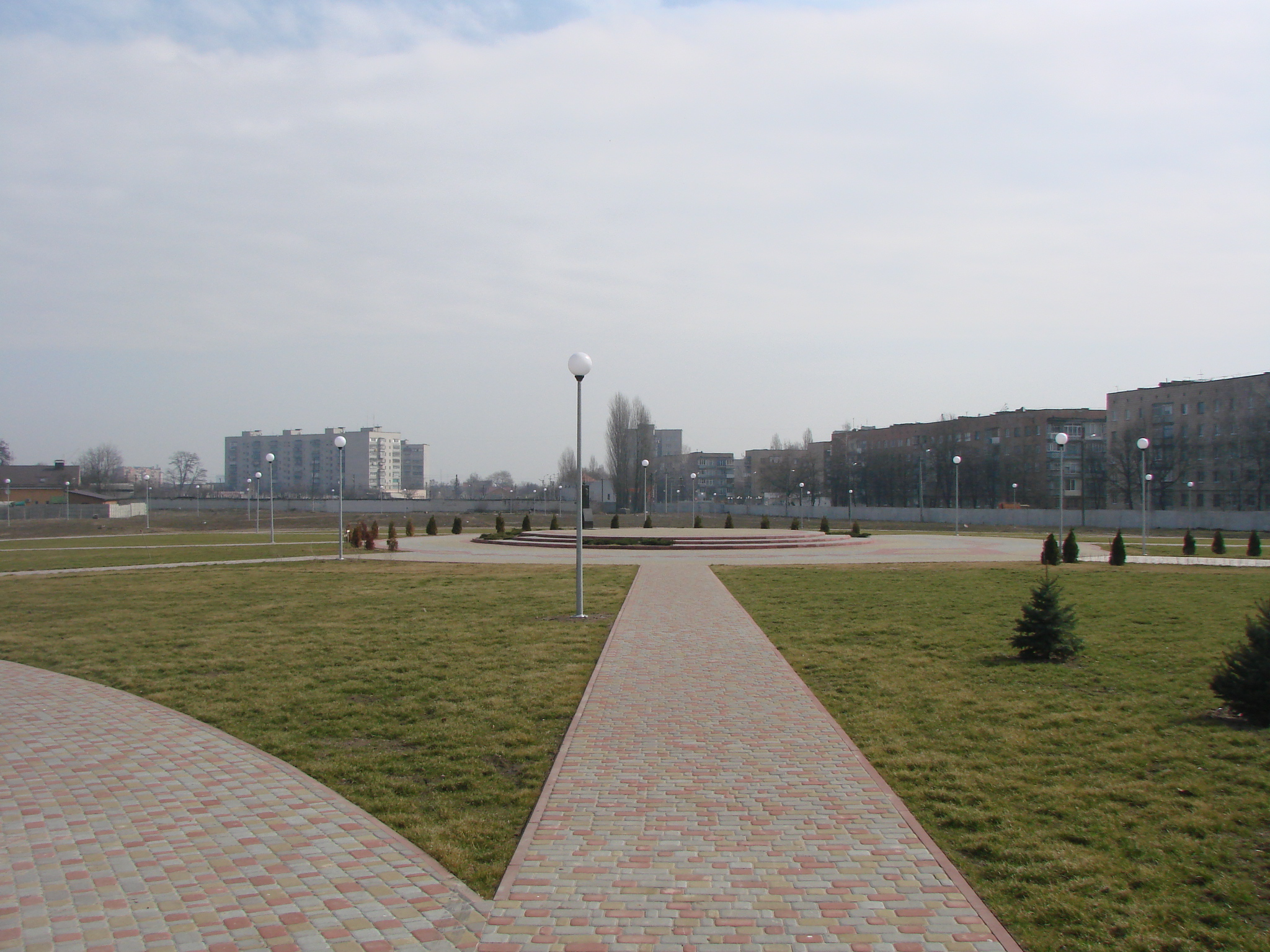
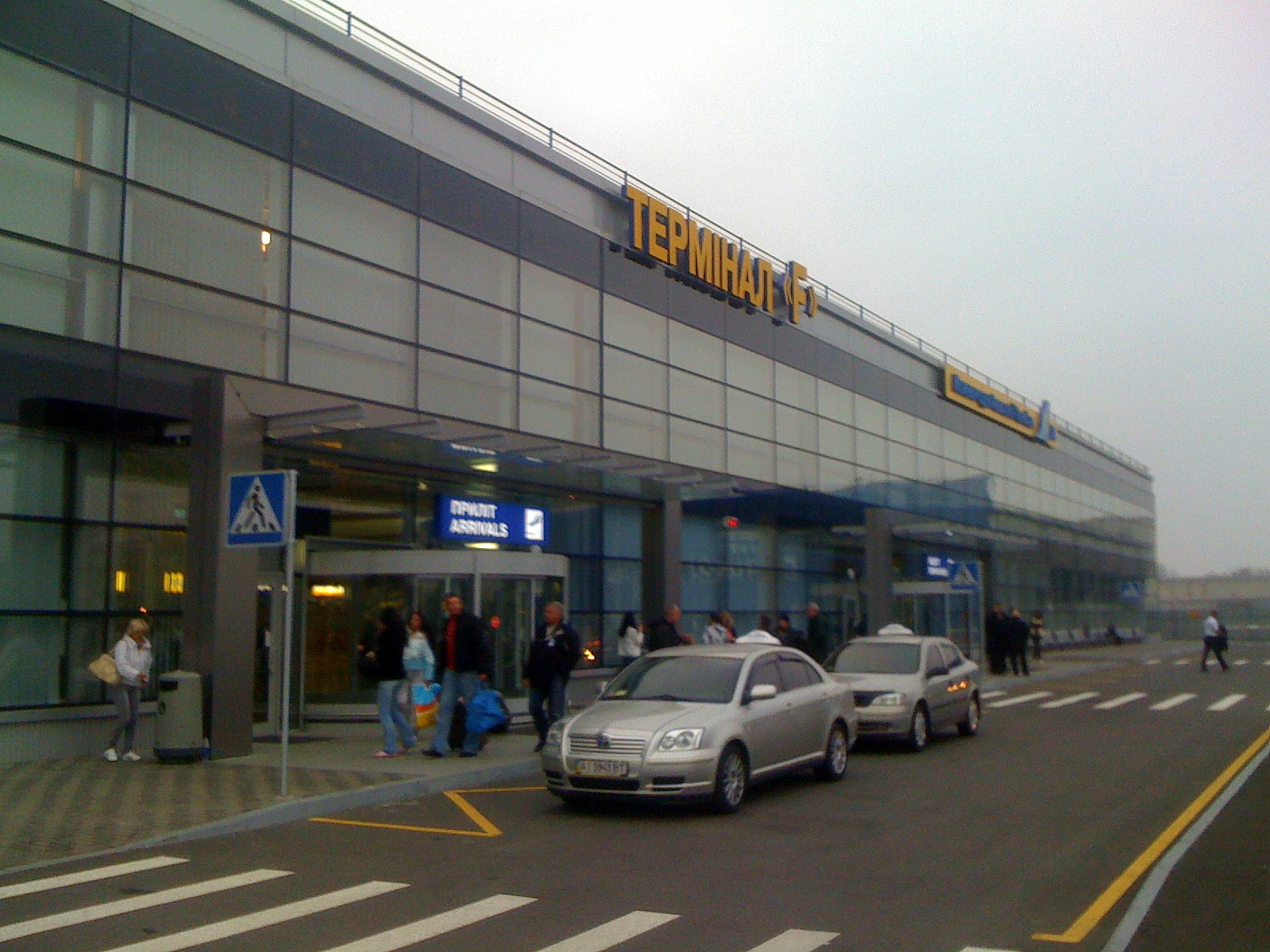
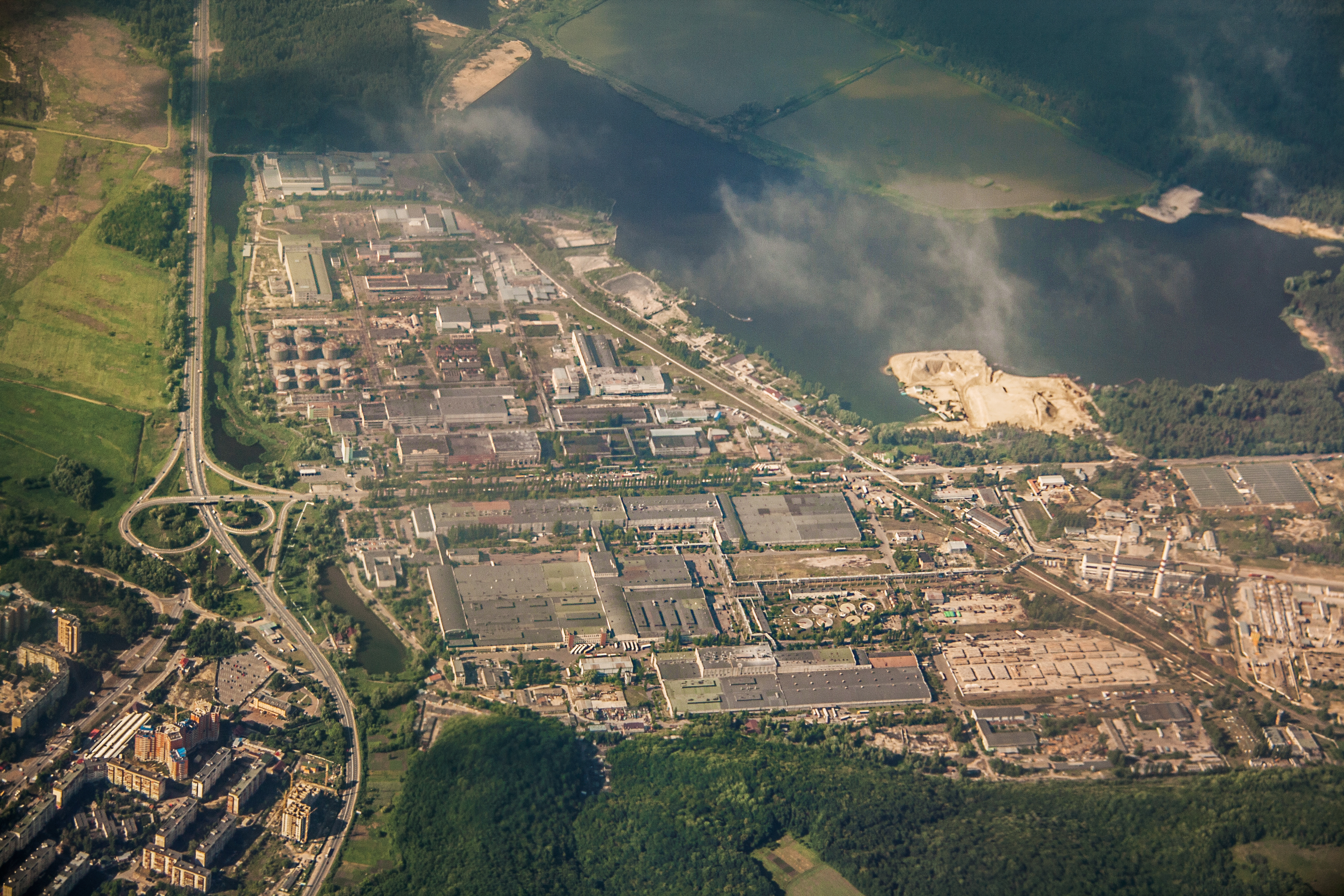
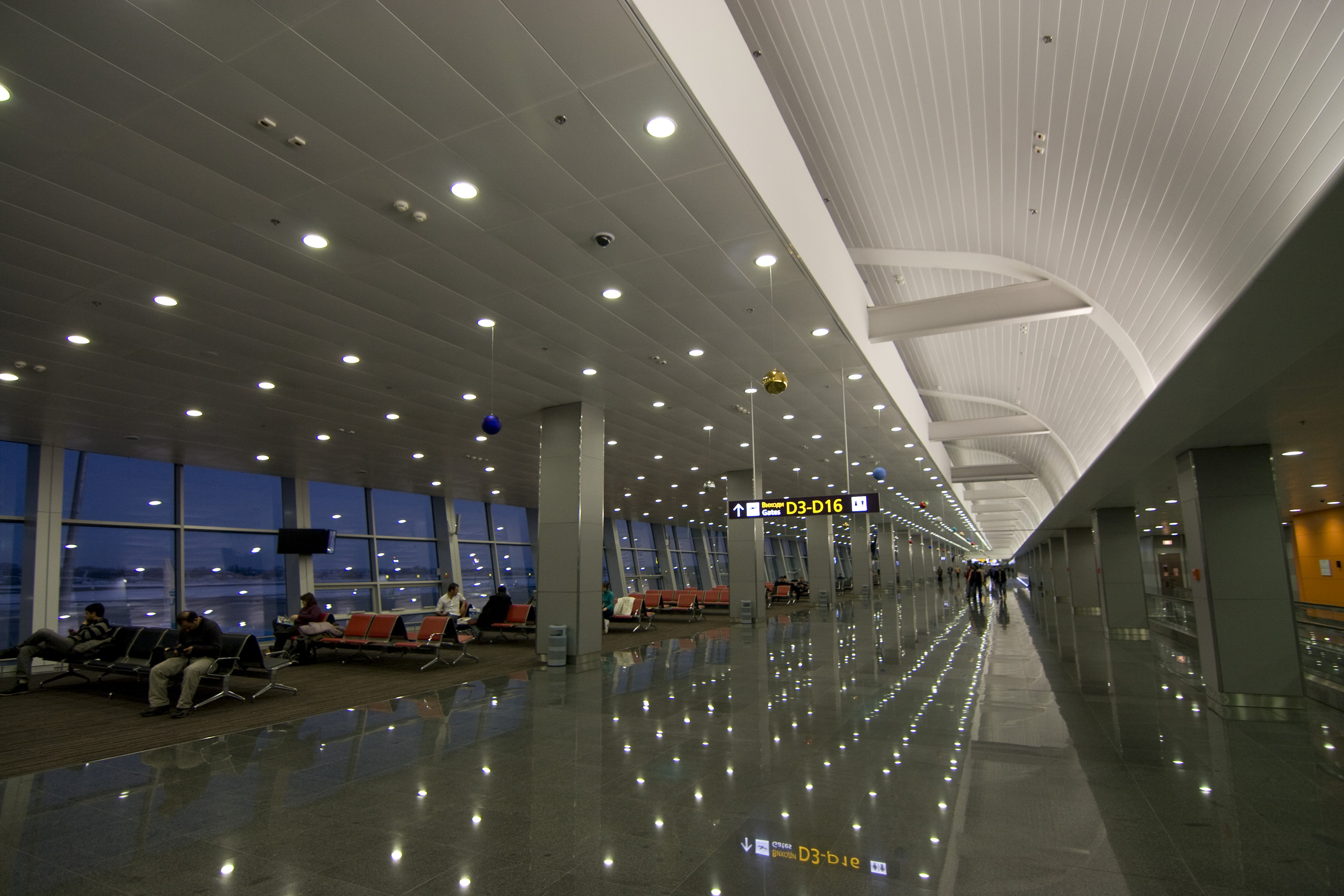

## Demografía
| Gráfica de evolución de Borýspil entre 1623 y 2020 |
|                                                    |

## Cultura

### Personajes célebres
- Serhii Kaminski - militar ucraniano
- Yarmak - cantante ucraniano
- Daria Oliynyk - jugadora de voleibol profesional ucraniana